# Die verbannten Kinder Evas
Die verbannten Kinder Evas ist ein österreichisches Musikprojekt, das 1993 von Richard Lederer und Michael Gregor in Wien gegründet wurde. Der Name leitet sich von einer Zeile des Salve Regina her.

## Bandgeschichte
1993 begann Richard Lederer, bedrückt über die Ergebnisse seiner Band, seine ersten eigenen Stücke zusammenzustellen. Kurz darauf schloss Michael Gregor (Summoning) sich ihm an und brachte seine eigenen Ideen in die einzelnen Lieder. Sie gründeten daraufhin Die verbannten Kinder Evas. Zusammen mit Nora El Shammah und Richards Schwester Julia Lederer nahmen sie den Gesang auf und mischten ihn anschließend zu ihren Kompositionen. Nachdem sie zwei Demos herausgebracht hatten, bekamen sie einen Vertrag bei dem Schweizer Plattenlabel Witchhunt Records. Im März 1995 folgte das erste Album Die verbannten Kinder Evas, das nach der eigenen Band benannt war.
Nachdem das erste Album auf den Markt gekommen war, verließ Nora El Shammah die Band, weil ihr deren Musik nicht gefiel. Kurz darauf verließ auch Michael Gregor diese, weil er sich mehr auf seine eigene Band Summoning konzentrieren wollte.
Nach den großen Verlusten kontaktierte Richard Oliver Falk, Mitglied der Band WeltenBrand und Gründer von MOSrecords, und bat ihn um einen Plattenvertrag bei seinem eigenen Label, weil er mit der Vermarktung von Die verbannten Kinder Evas bei Witchhunt Records unzufrieden war.
1997 erschien das zweite Album der Band Come Heavy Sleep, welches klassischer und vielfältiger war. Die Texte nahm die Band von Percy Bysshe Shelley, einem britischen Schriftsteller aus dem 19. Jahrhundert.
Nachdem das Album auf den Markt gekommen war, verlor sich der Kontakt zwischen Oliver und Richard mehr und mehr, und Richard Lederer sah sich ein weiteres Mal gezwungen, das Label zu wechseln. Zudem holte er sich neue Unterstützung durch die Sängerin Tania Borsky, der seine Schwester Julia weichen musste.
1999 folgte das dritte Album In Darkness Let Me Dwell, welches anfangs erst The Spirit of Solitude heißen sollte, bei Napalm Records. Es enthielt weniger klassische Elemente, was die Stimme von Tania kräftiger klingen ließ. Die Texte waren, wie schon bei Come Heavy Sleep, den Schriften Percy Bysshe Shelleys und des Komponisten John Dowlands entnommen.
Kurz nach dem Release des dritten Albums zog sich Sängerin Tania zurück, und Richard war gezwungen, sich eine neue Sängerin zu suchen. Er kontaktierte zuerst die türkische Band Sadistic Spell, mit der er anfangs gute Ergebnisse leistete. Doch von Zeit zu Zeit verloren sie die Lust an dem Projekt und brachen dies ab.
Weiterhin auf der Suche nach einer geeigneten Sängerin, wirkte Richard Lederer zwischenzeitlich an dem Album Let Mortal Heroes Sing Your Fame von Summoning mit.
Nach mehreren Jahren vergeblicher Suche nach einer Begleitung für seine Lieder fand Richard die griechische Sängerin Christina Kroustali. Nach nur kurzer Zeit hatte sie alle Songs von „Die verbannten Kinder Evas“ auswendig gelernt, und die Studioarbeiten für das vierte Album Dusk and Void Became Alive konnten beginnen. Innerhalb von zwei Tagen war das ganze Album fertig aufgenommen und erschien am 3. November 2006, wie schon der Vorgänger bei Napalm Records.

## Diskografie
Alben
- 1995: Die verbannten Kinder Evas (Witchhunt Records)
- 1997: Come Heavy Sleep (MOSrecords)
- 1999: In Darkness Let Me Dwell
- 2006: Dusk and Void Became Alive